# Atractotomus iturbide
Atractotomus iturbide är en insektsart som beskrevs av Stonedahl 1990. Atractotomus iturbide ingår i släktet Atractotomus och familjen ängsskinnbaggar. Inga underarter finns listade i Catalogue of Life.